# Jaxons
Jaxons är ett skånskt dansband bildat 1986 av Conny Ferm; då under namnet Nalles. Sedan år 2005 är bandet hemmahörande i Sjöbo kommun. Jaxons har vid flera tillfällen varit aktuella på Sverigetoppen, en dansbandskanal på webben.
Jaxons har hittills givit ut fem CD, varav den första är en singelskiva med två låtar. Deras övriga musikalbum är fullängds-CD där materialet företrädesvis består av covers på andra artisters låtar, men samtliga dessa album rymmer också ett eller flera spår av egenproducerad musik.
Under bandets första elva år var musiken bandmedlemmarnas heltidssysselsättning, och de hade många spelningar, främst i södra Sverige. Bandet har hittills haft fyra kapellmästare: grundaren Conny Ferm , Ingvar "Wille" Wihlborg , Stefan Larsson och nu senast Jonny "Jompa" Wickström.

## Diskografi
- 2005 – Tusenkyssar (singel)
- 2006 – En 57'a Chevrolet (CD)
- 2007 – På jakt efter dig (CD)
- 2008 – Hej gamle vän (CD)
- 2009 – Nu reser jag hem (CD)